# 水間良実
水間 良実（みずま よしざね、? - 寛政7年6月19日（1795年8月3日））は、江戸時代後期の薩摩藩士。諱は良実。通称は喜八。

## 経歴
暦学者で、磯永周英の門人となり暦学を学び、薩摩藩主島津重豪の命により、明和2年（1765年）に弟子一人とともに江戸幕府の佐々木文次郎による暦改定の手伝いとして江戸に派遣される。
その後、重豪が明時館を創設すると安永8年（1779年）11月28日に家老小松清香から側用人島津登を介して初代御暦者に任命される。これにより、『無役之御近習通』の中の一つにすぎなかった天文方は独立した役職となる。
法号は学峰院天心良道居士。墓所は曹洞宗松原山南林寺。